# Форт-Апачі (індіанська резервація, Аризона)
Форт-Апачі (англ. Fort-Apache) — індіанська резервація на території округів Апачі, Навахо та Гіла, штат Аризона, США.

## Демографія
Станом на липень 2007 в резервації мешкало 368 осіб.
Чоловіків — 176 (47.8 %);

Жінок — 192 (52.2 %).
Медіанний вік жителів: 21.2 років;
по Аризоні: 34.2 років.

### Доходи
Розрахунковий медіанний дохід домогосподарства в 2009 році: $8,952 (у 2000: $7,917 i);
по Аризоні: $48,745.
Розрахунковий дохід на душу населення в 2009 році: : $5,112.
Безробітні: 33,0 %.

### Освіта
Серед населення 25 років і старше:
Середня освіта або вище: 65,9 %;

Ступінь бакалавра або вище: 1,8 %;

Вища або спеціальна освіта: 0,6 %.

### Расова / етнічна приналежність
Індіанців — 273 (73.8 %);

 Білих — 39 (10.5 %);

 Латиноамериканців — 39 (10.5 %);

 Відносять себе до 2-х або більше рас — 12 (3.2 %);

 Афроамериканців — 7 (1.9 %).

## Нерухомість
Розрахункова медіанна вартість будинку або квартири в 2009 році: $48,444 (у 2000: $22,500);
по Аризоні: $187,700.